# Fabien Fernandez
Pour les articles homonymes, voir Fernandez.
 (février 2018).
Fabien Fernandez est un auteur, illustrateur, game designer jeux de rôle et scénariste de bandes dessinées.

## Biographie
Fabien Fernandez est né[Où ?] le 27 novembre 1976. Titulaire d'un baccalauréat en Arts appliqués et d'un BTS de Communication visuelle, il commence sa carrière en tant que graphiste. Il est marié à Charlotte Bousquet.

## Publications

### Romans
- Cœur sauvage, Oskar éditions (2015),  (ISBN 979-1-02140369-7)
- L'Enfant mitrailleuse, Oskar éditions (2016),  (ISBN 979-1-02140461-8)
- Détroit, Gulf Stream éditeur (2017),  (ISBN 978-2-35488-475-8)
- Dust Bowl, éd. Lynks (2018),  (ISBN 979-10-97434-11-3)
- On reconstruit bien les maisons après les ouragans, éd. Pygmalion (2018),  (ISBN 978-2-75642-163-6)
- NOLA Forever, coll. « Électrogène », éd. Gulf Stream (2018),  (ISBN 978-2-35488-621-9)
- Le fracas du silence, éd. Scrinéo (2020),  (ISBN 978-2367408231)
- Monstrueuse tempête, éd Scrinéo

### Bandes dessinées et illustrations
- Croquemitaines, avec Charlotte Bousquet, éditions du Mont (2010)
- Laponie, voyage polaire, éditions Nomades (2011)
- Ce que tu cherches, tu trouveras, avec Charlotte Bousquet, éditions du Rageot (2013)
- La Grenouille enchantée[2],  coll. « Les contes affables » (no 3), Manannan, avec Xavier Marmier
- Ayati, La légende des cinq pétales, tome 1, collection Miss Jungle éditions Steinkis / Jungle (2017)
- Ayati, Et l'oeil de Yama, tome 2, collection Miss Jungle éditions Steinkis / Jungle (2018)
- Ayati, Le mystère du roi démon, tome 3, collection Miss Jungle éditions Steinkis / Jungle (2019)
- Jedda, l'esprit de l'eau, collection Miss Jungle éditions Steinkis / Jungle (2021)

### Jeux de rôle
Comme auteur
- Project: Pélican, CDS éditions (2006),  (ISBN 978-2-9533562-0-5) ; Les XII Singes (2016)  (ISBN 978-2-37441-010-4)
- Necropolice, avec Benoît Attinost, Charlotte Bousquet et Sandy Julien, Les XII Singes (2012),  (ISBN 978-2-918045-35-9)
- Islendigar, avec Charlotte Bousquet, CDS éditions (2013),  (ISBN 979-10-92248-00-5)
- D-Start, Le Matagot (2016),  (ISBN 9782-916323-14-5)
- Koh-Lanta, Solar (2020),  (ISBN 978-2-263-17018-8)
- Peaky Blinders, Larousse (2021),

### Articles
Jeu de rôle magazine
- Fabien Fernandez, « White Wolf : on le connaissait sous le nom du loup blanc… », Jeux de rôle magazine, Titam, no 39,‎ automne 2017, p. 21-27
- Fabien Fernandez, « Le Joyau de Yavin : Casino Royale », Jeux de rôle magazine, Titam, no 39,‎ automne 2017, p. 28-31
- Fabien Fernandez, « Star Wars — L'Atlas : S'il y a un point central dans cet univers, tu es sur la planète qui en est le plus éloigné », Jeux de rôle magazine, Titam, no 39,‎ automne 2017, p. 38-39
- Fabien Fernandez, « Star Wars — Rogue One, le guide visuel ultime : Rebellions are built on hope », Jeux de rôle magazine, Titam, no 39,‎ automne 2017, p. 40-42
- Fabien Fernandez, « Necropolice/contexte : Nec Roma », Jeux de rôle magazine, Titam, no 39,‎ automne 2017, p. 68-72
- Fabien Fernandez, « Necropolice/scénario : L'ultima Cena », Jeux de rôle magazine, Titam, no 39,‎ automne 2017, p. 73-77
- Fabien Fernandez, « BD : Il est temps de prendre les armes », Jeux de rôle magazine, Titam, no 39,‎ automne 2017, p. 92-93
- Fabien Fernandez, « Star Wars : Force et destinée : Blizzard mortel », Jeux de rôle magazine, Titam, no 40,‎ hiver 2018, p. 63-71
- Fabien Fernandez, « BD : Je connais ton secret ? », Jeux de rôle magazine, Titam, no 40,‎ hiver 2018, p. 82-83
- Fabien Fernandez, « Série : Appalachian Freddom », Jeux de rôle magazine, Titam, no 40,‎ hiver 2018, p. 88-91

### Conférences
- Fabien Fernandez « Le jeu de rôle engagé : message ou jeu en priorité ? » (2017) 
—Jeu de rôle : engagements et résistances [vidéo] « Disponible », sur YouTube